# 伊藤雅仁
伊藤 雅仁（いとう まさひと、1967年9月20日 - ）は、日本の実業家。鳥取県出身。

## 人物
主にベンチャー経営を専門とし、これまでに、上場企業2社の代表取締役、5社の取締役を務めている。最初に上場したファイナンス・オール（株）は上場企業として時価総額が1,000億円を超える規模まで事業を拡大していたが、親会社であったSBIホールディングス（株）のグループ戦略変更により、SBIホールディグス（株）と合併することになった。その後数社のベンチャーや上場企業の経営をになった後、ヤフーの金融子会社であるワイジェイFX株式会社代表取締役社長を経て、インパクト投資会社を創業、その後売却。
創業した事業の中には住宅ローン専門会社でフラット35取扱高トップの「ARUHI」もある。設立当初は民間版の住宅金融公庫として話題になり、住宅金融公庫廃止のきっかけの一つにもなっている。公職としてはワイジェイFX社長時代には金融取引先物業協会理事も務めた。最近の活動としては、起業家育成やにも力を入れており、特に地方の企業や経営革新を目指す上場企業、上場を目指すスタートアップ企業向けに顧問や社外役員などの形で経営支援を行っている。これまでに10社以上のIPOに関わっている。

## 経歴
1. 1986年4月 - 同志社大学商学部入学 杉江雅彦ゼミ（金融システム論）
2. 1991年4月 - 三菱銀行（現三菱UFJ銀行）入行[1]
3. 1998年4月 - ソフトバンク入社[1]財務部門にて資金調達業務に従事
4. 2003年2月 - ファイナンス・オール株式会社 代表取締役社長[1]金融の比較サイトを運営し、主に保険・ローン・FXのほか、金融以外でもリフォームや引越し見積もりのサイトを運営していた。その後、親会社のSBIホールディングスと合併するまで当時のヘラクレス市場に上場し時価総額1000億円以上を保っていた。
5. 2006年3月 - SBIホールディングス株式会社 取締役執行役員常務[1]
6. 2011年8月 - 株式会社ケイブ 代表取締役社長兼CEO[1]（JASDAQ上場）
7. 2013年1月 - ワイジェイFX株式会社（当時・サイバーエージェントFX） 代表取締役CEO。[2]新体制となったヤフー（株）の当時の経営陣と以前から親しかったことから金融事業の立ち上げのためにヤフー（株）に入社。銀行業・カード事業などの検討を行なっていたが、サイバーエージェントFXが売りに出されたことからM&Aによりヤフー株式会社の傘下に収め、M&Aを担当していた伊藤がそのまま社長となる。在任中、同社の最高益を更新している。
8. 2019年10月-「インパクト投資」上梓
9. 2020年-経営戦略センター株式会社　設立　ベンチャー支援やM&Aなどの業務を開始している。

## 著書
インパクト投資～資産運用で社会貢献　2019年10月